# Rødby Sogn
Rødby Sogn er et sogn i Maribo Domprovsti (Lolland-Falsters Stift).
Ringsebølle Sogn var i 1800-tallet anneks til Rødby Sogn, som lå i Rødby Købstad. Den hørte geografisk til Fuglse Herred i Maribo Amt. Rødby købstad blev ved kommunalreformen i 1970 kernen i Rødby Kommune, der ved strukturreformen i 2007 indgik i Lolland Kommune.
I Rødby Sogn ligger Rødby Kirke. Rødbyhavn Kirke blev indviet i 1966, og i 1972 blev Rødbyhavn Sogn udskilt fra Rødby Sogn.
1. december 2024 blev Ringsebølle Sogn, Nebbelunde Sogn og Sædinge Sogn indlemmet i Rødby Sogn.

I Rødby Sogn findes følgende autoriserede stednavne:
- Bredfjed (areal, bebyggelse)
- Humlegårdshuse (bebyggelse)
- Lang (areal, bebyggelse, ejerlav)
- Mygfjed (areal)
- Næsbæk (bebyggelse)
- Rødby (bebyggelse, ejerlav)
- Rødby Fæland (bebyggelse)
- Skarholm (areal)
- Syltholm (areal)